# Ноа Юрмала
«Ноа Юрмала» — латвийский футбольный клуб из Юрмалы. До 2021 года базировался в Даугавпилсе и носил название «Локомотив».

## История
С 2009 года «Локомотив» играл во Второй латвийской лиге, неоднократно побеждая и занимая призовые места в своей группе.
Команда «ЛДЗ Карго» (LDZ Cargo/DFA), победив во Второй лиге 2017, в следующем году участвовала в Кубке Регионов УЕФА 2019.
В 2019 году даугавпилсский «Локомотив» победил во Второй лиге и вышел в Первую лигу.
В 2020 году «ЛДЗ Карго» (дочернее предприятие Латвийской железной дороги) отказалось финансировать клуб по причине существенного снижения объёма перевозок. В сезоне 2020 года под руководством главного тренера Артёма Горлова «Локомотив» выиграл турнир Первой лиги и получил право на переход в Высшую лигу.
В соответствии с требованиями латвийской футбольной федерации клуб высшего дивизиона обязан иметь договор с детской футбольной академией, расположенной не далее 50 км от места базирования клуба. В Даугавпилсе такая академия одна и имеет договор с ФК «Даугавпилс». Для получения лицензии клуб в январе 2021 года перебазировался в Юрмалу, заключив договор с футбольной академией «Динамо Рига». Также в связи со сменой владельца — клуб приобрел армянский холдинг «Ноа» (которому также принадлежат футбольные клубы «Ноа» Ереван, «Сиена» Италия, «Динамо» Рига и «Юрдинген 05» Германия) — сменилось и название. В скором времени холдинг «Ноа» вышел из проекта. К сезону команду готовил главный тренер Виктор Булатов, который также покинул клуб. Полученная было лицензия для участия в чемпионате была аннулирована перед самым стартом турнира вследствие решения дисциплинарного комитета ЛФФ, который посчитал, что клуб не соответствует ряду требований, касающихся, в частности, финансов и инфраструктуры. Данное решение было обжаловано, а после того как апелляционный комитет оставил его в силе, клуб обратился в спортивный арбитражный суд Лозанны. Спустя месяц после отзыва лицензии клубу была выдана временная лицензия от САС на участие в чемпионате, когда было сыграно уже 4 тура. 14 июля лицензия была восстановлена. После матча против «Лиепаи» три футболиста «Ноа Юрмалы» были дисквалифицированы за попытку повлиять на результат игры.
23 июля 2021 года президент клуба Александр Якубовский уведомил ЛФФ о снятии команды с чемпионата.
В структуру ФК «Локомотив» Даугавпилс входил и футзальный (мини-футбольный) клуб «Локомотив» (ранее назывался также LDZ Cargo/DFA), сохранивший прописку в Даугавпилсе. Вместе со снятием «Ноа» вышла из своего чемпионата и эта команда (также принадлежавшая Якубовскому).

## Достижения
- Победитель Первой лиги Латвии: 2020